# Catherine Esperon
Jeanne-Catherine Esperon, también conocida en España como Luisa y como Catalina, señora de Ludovisi (Guchen, Francia, 1828 – Valencia, 1912) fue una de las escasas mujeres fotógrafas que ejercieron profesionalmente en la ciudad de Valencia durante la segunda mitad del siglo XIX. Ella ejerció la actividad profesional en colaboración con su esposo, Antonio Ludovisi.

## Biografía

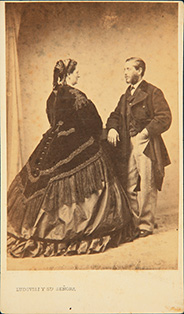
Fotografía tipo carte de visite realizada hacia 1870 en el gabinete de Catherine Esperon y su esposo. Está firmada con el nombre comercial habitual de la pareja: Ludovisi y su señora.

Jeanne-Catherine Esperon nació Guchen, en el departamento francés de Hautes-Pyrenées. Era hija de un sastre y salió de su localidad probablemente en compañía de alguno de sus muchos hermanos, estableciéndose en España. En su país de residencia utilizó tanto el nombre de Catalina como el de Luisa, muy habitual en su familia.
Jeanne Catherine se casó con Antonio Ludovisi y la pareja se estableció en Valencia hacia 1863, ofreciendo servicios fotográficos. En el año 1864 abrieron un estudio en el tercer piso de la calle Caballeros n.º 24 y tomaron el sobrenombre de “fotógrafos romanos”, permaneciendo activo aproximadamente durante una década en la que trabajaron el retrato de gabinete.
El gabinete de los Ludovisi estaba considerado como uno de los más importantes de la Valencia del momento y sus retratos son reconocidos por la naturalidad que consiguen imprimir a sus retratados. De la pareja profesional se conserva en la actualidad un álbum familiar entre cuyas piezas se encuentra el que a todas luces parece un retrato de la propia profesional, posando junto a su cámara.
Como era habitual en la época, Catherine incorporó a su estudio a alguno de sus hermanos menores (Benjamín, Eugenio y Alfredo), que ejercieron como ayudantes y mientras aprendían un oficio que ejercieron después en diversas ciudades o como ambulantes.
Catherine dejó la fotografía cuando falleció su esposo en 1875, dejando el gabinete de la calle de Caballeros y trasladándose varias veces a viviendas más modestas . Falleció en Valencia en 1912.